# Pagamea
Genre
Synonymes
Selon GBIF (23 avril 2024)
- Pegamea F.Vitman, 1789-1790

Pagamea est un genre néotropical d'arbre, appartenant à la famille des Rubiaceae, comportant environ 32 espèces, et dont l'espèce type est Pagamea guianensis Aubl..

## Description
Le genre Pagamea regroupe des arbres ou des arbustes, non armés, terrestres, à feuilles opposées, pétiolées, membraneuses à coriaces, glabres à densément pubescentes, avec une nervation non linéolée.
Les stipules sont fusionnées en une gaine cylindrique avec 4-8 soies à l'apex, généralement seules les gaines terminales supérieures sont présentes, les gaines inférieures sont caduques.
Les inflorescences sont axillaires ou rarement pseudoterminales (c'est-à-dire dans une tête apparemment terminale formée par une grappe d'inflorescences axillaires), pédonculées ou rarement sessiles, multiflores et capitules, spiculées, thyrsoïdes, paniculées, cymes composées, ou avec 1-3 fleurs.
Les bractées sont réduites, simples ou lobées (ressemblant à des feuilles).
Les fleurs sont petites, distylées ou homostylées, sessiles à pédicellées.
L'hypanthium est en forme de coupe.
Le calice est tronqué à lobé, à 4-6 lobes, sans calycophylles.
La corolle est rotative, campanulée ou tubulaire, blanche, crème ou verdâtre, mesurant 2-4,5(-10) mm de long et 1-1,5(-3,5) mm de diamètre à la base, le tube toujours glabre à l'intérieur, les 4(5) lobes, densément pubescents adaxialement (glabres) avec les poils généralement plus longs à leur base, valvulés dans le bourgeon.
Le 4(5) étamines sont insérées près du sommet du tube de la corolle.
Les anthères sont oblongues à lancéolées, dorsifixées près de la base, exsertes.
L'ovaire supérieur, est à 2 loges.
Les ovules sont solitaires dans chaque loge, ascendants, basaux ou axiles près de la base.
Le fruit est une drupe charnue, globuleuse à ellipsoïde, mesurant 3,5-13 mm de long, noir brillant ou noir pourpre à maturité, partiellement inséré dans un calice en forme de coupe ou complètement extèrse dans un calice peu profond en forme de plaque, ce calice de fructification étant rouge (orange) à maturité.
Les 2 pyrènes sont durs, obovales à obdeltoïdes, avec une graine chacun.

Pagamea se reconnaît à ses stipules caractéristiques, qui sont tubulaires et sétosées. Les ovaires et les fruits sont secondairement supère, c'est-à-dire que cette condition représente un renversement évolutif par rapport à l'ovaire infère des Rubiaceae. Ces structures rendent souvent difficile la reconnaissance des espèces de Pagamea en tant que Rubiaceae.

## Répartition
On rencontre le genre Pagamea en Amérique du Sud tropicale humide, de la Colombie, au Brésil en passant par le Venezuela, la Guyane, le Guyana, le Suriname, le Pérou, et la Bolivie.

## Protologue

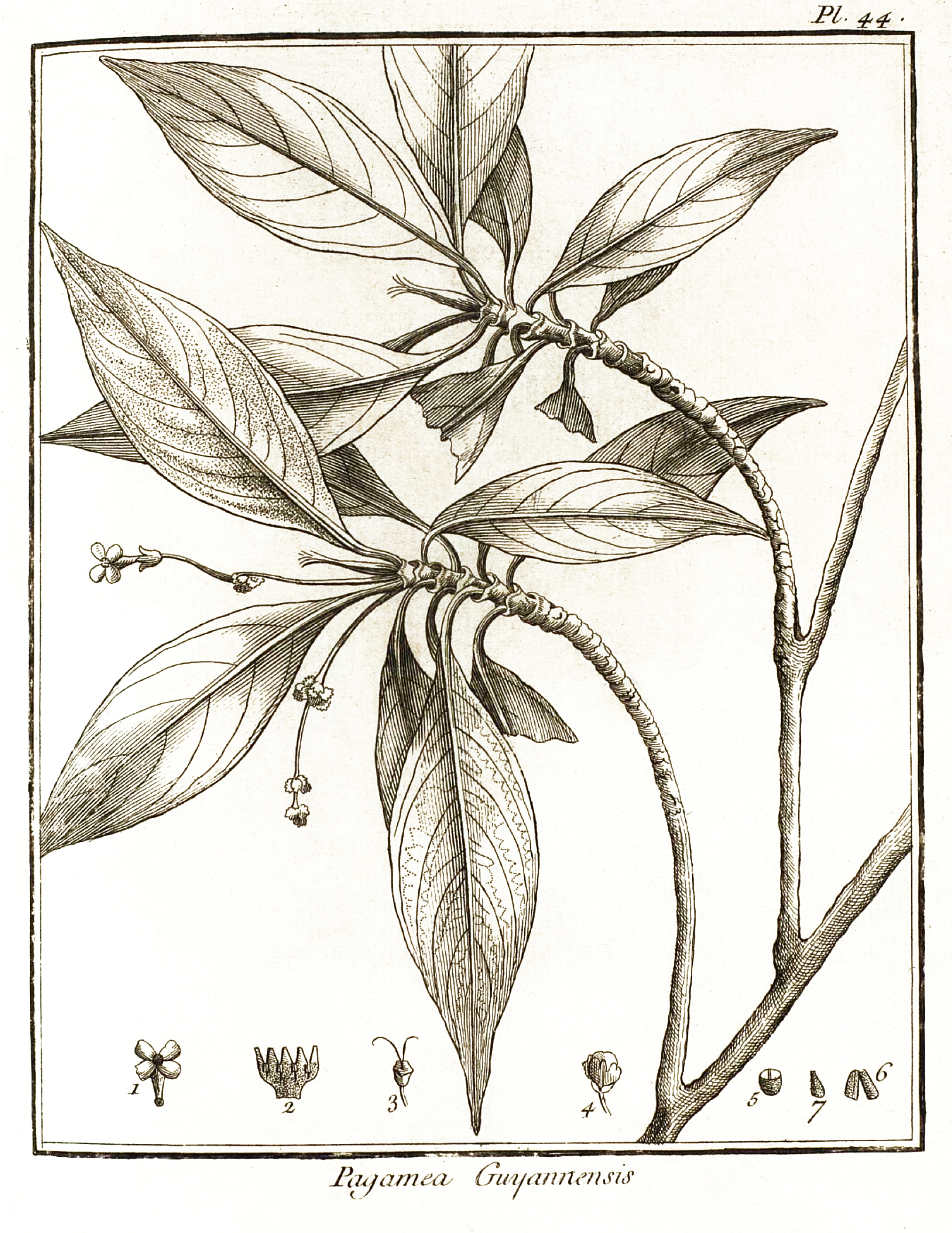
Pagamea guianensis : Planche 44 accompagnant la description du genre Pagamea par Aublet (1775)
1. Corolle. - 2. Corolle ouverte. Étamines. - 3. Calice. Ovaire. Styles. Stigmates. - 4. Baie. - 5. Un oſſelet coupe en travers. - 6. Semence à deux cotylédons. - 7. Un cotylédon de la ſemence.

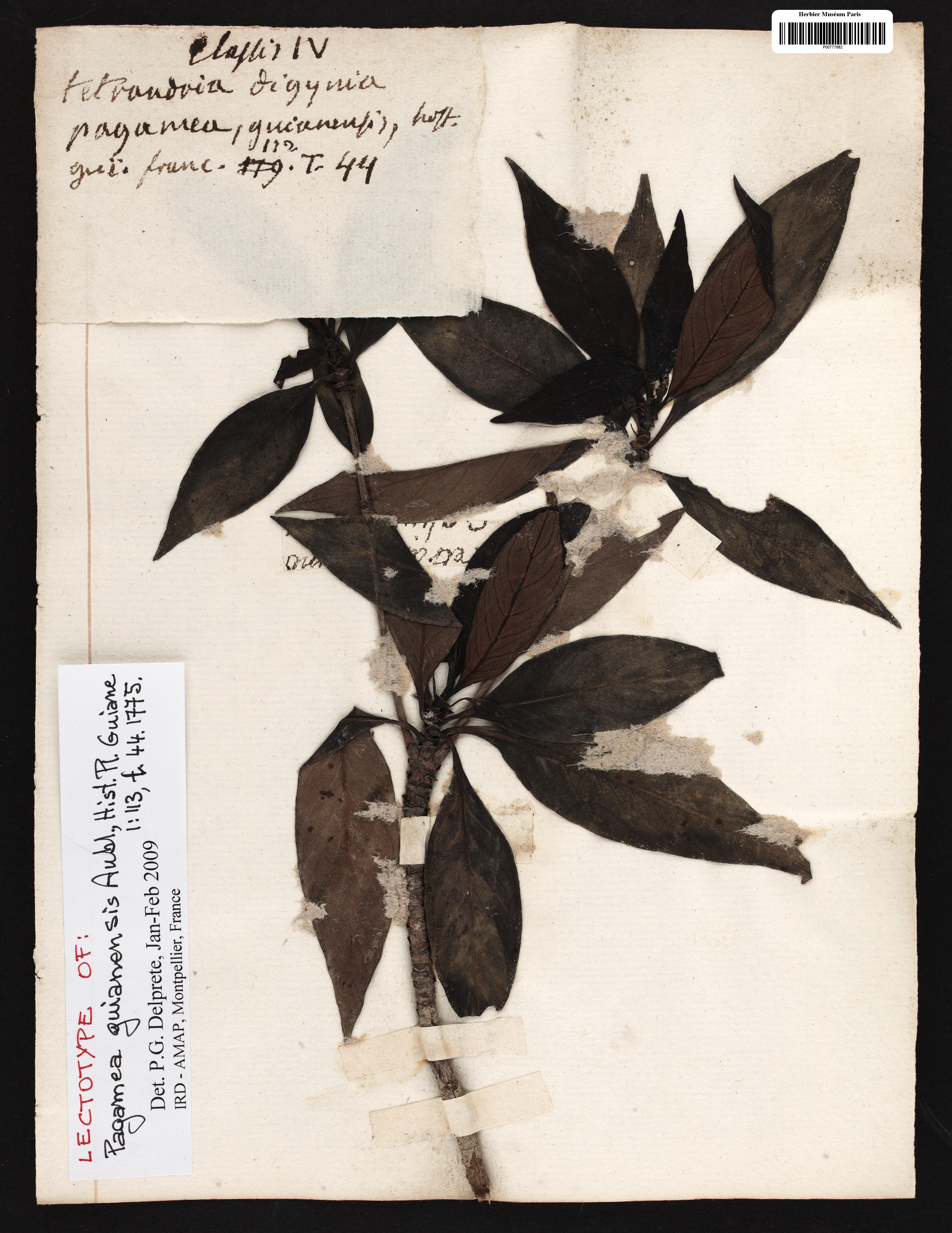
échantillon type Pagamea guianensis collecté par Aublet en Guyane

En 1775, le botaniste Aublet propose le protologue suivant : 
« PAGAMEA. (Tabula 44.)

CAL. Perianthium monophyllum, turbinatum, quadridentatum.
COR. monopetala, alba; tubus brevis, diſco ſuprà germen inſertus; limbus quadrifidus ; lobis ſubrotundis, villoſis,
STAM. Filamenta quatuor, breviſſima, fauci tubi inſerta. Antheræ ſubrotundæ, biloculares.
PIST. Germen fundo calicis adnatum, ſubrotundum, diſco coronatum. Styli duo. Stigmata acuta.
PER. Bacca viridis, calicis fundo immeria, bilocularis.

SEM. officula duo, hinc convexa, inde plana, bilocularia. Unicum in quolibet loculo; quandoque unum abortitur. »
— Fusée-Aublet, 1775.

## Liste d'espèces
Selon GBIF (23 avril 2024) :
- Pagamea acrensis Steyerm.
- Pagamea anisophylla Standl. & Steyerm.
- Pagamea aracaensis B.M.Boom
- Pagamea capitata Benth.
- Pagamea coriacea Spruce ex Benth.
- Pagamea diceras Steyerm.
- Pagamea duckei Standl.
- Pagamea dudleyi Steyerm.
- Pagamea duidana Standl. & Steyerm.
- Pagamea guianensis Aubl.
- Pagamea harleyi Steyerm.
- Pagamea hirsuta Spruce ex Benth.
- Pagamea jauaensis Steyerm.
- Pagamea kathleeniae Lasser & Maguire
- Pagamea macrophylla Spruce ex Benth.
- Pagamea macrophylla Spruce, 1856
- Pagamea magniflora Steyerm.
- Pagamea montana Gleason & Standl.
- Pagamea occulta Vicent.
- Pagamea pauciflora Standl. & Steyerm.
- Pagamea pilosa (Standl.) Steyerm.
- Pagamea plicata Spruce ex Benth.
- Pagamea plicata Spruce, 1856
- Pagamea plicatiformis Steyerm.
- Pagamea puberula Steyerm.
- Pagamea sessiliflora Spruce ex Benth.
- Pagamea sessiliflora Spruce, 1856
- Pagamea spruceana Vicent. & E.M.B.Prata
- Pagamea standleyana Steyerm.
- Pagamea thyrsiflora Spruce ex Benth.
- Pagamea thyrsiflora Spruce, 1856
- Pagamea velutina Steyerm.